# فاتن نقیب
فاتن نقیب (عربی: فاتن النقيب؛ زادهٔ ۱۹۶۴) وکیل اهل کویت است. در سال ۲۰۱۳ مجله Arabian Business او را در فهرست ۱۰۰ زن قدرتمند عرب قرار داد. او در سال ۲۰۱۵، کتاب راهنمای قانونی تجارت در کویت را نوشت. نقیب هم‌اکنون عضو هیئت مدیره ACICO است.